# Neoclytus nubilus
Neoclytus nubilus es una especie de escarabajo longicornio del género Neoclytus, tribu Clytini, subfamilia Cerambycinae. Fue descrita científicamente por Linsley en 1933.

## Descripción
Mide 10-15 milímetros de longitud.

## Distribución
Se distribuye por Estados Unidos.